# David Hamilton Jackson
David Hamilton Jackson (Saint Croix, 28 settembre 1884 – Saint Croix, 30 maggio 1946) è stato un attivista danese e statunitense.
David Hamilton Jackson è stato un sostenitore dei diritti dei lavoratori nelle Indie occidentali danesi, in seguito nelle Isole Vergini americane. Jackson è stato una figura importante nella lotta per maggiori diritti civili e diritti dei lavoratori nelle isole. Ha presentato una petizione per la libertà di stampa e ha organizzato il primo sindacato delle isole. Dopo il trasferimento del territorio sotto il controllo americano nel 1917, fece pressioni per ottenere la cittadinanza americana per gli isolani.
Dopo la sua morte nel 1946, fu chiamato il "Mosè Nero".

## Biografia

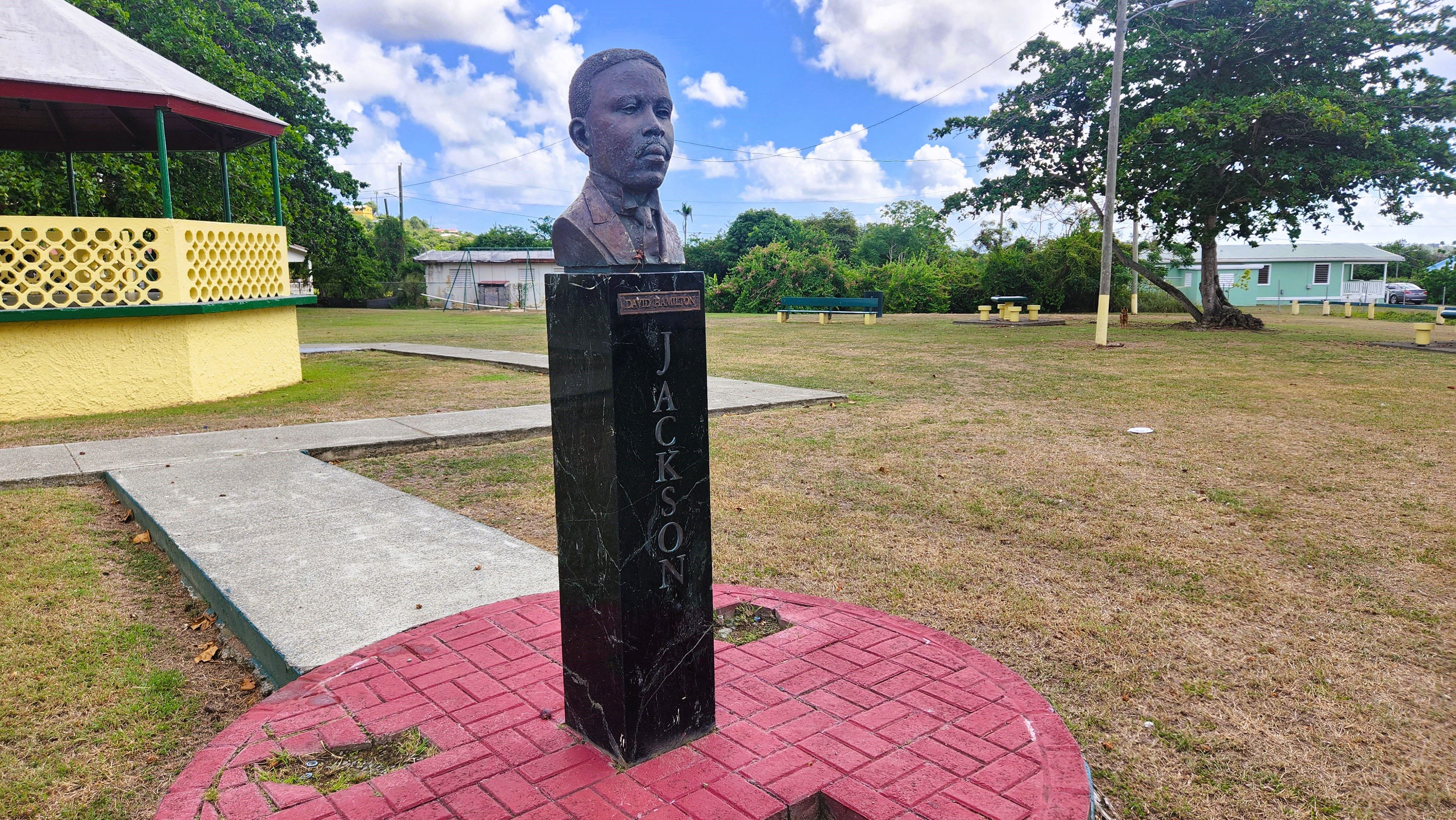
busto di David Hamilton Jackson, realizzato da Bright Bimpong

Jackson ha lavorato come educatore e successivamente contabile e impiegato prima di essere coinvolto nella politica delle Indie occidentali danesi. Si recò in Danimarca e presentò con successo una petizione per l'abrogazione di una legge del 1779 che proibiva i giornali indipendenti e imponeva una severa censura su tutte le pubblicazioni nel territorio.
Al ritorno a casa, fondò il primo giornale gratuito, The Herald la cui prima edizione è datata 29 ottobre 1915.
Ogni anno, il 1º novembre, le Isole Vergini americane celebrano il Liberty Day, dedicato a Jackson per la sua lotta per la libertà di stampa. Il giorno viene anche chiamato David Hamilton Jackson Day.